# Gisela Dreesmann
Gisela Dreesmann (* im 20. Jahrhundert) ist eine ehemalige deutsche Hockeyspielerin.

## Karriere
Gisela Dreesmann stammt aus Hamburg. Da sie sich schon früh für den Hockeysport begeisterte, wurde sie Mitglied im Harvestehuder THC, dem in Hamburg und in Deutschland in den 1950er und 1960er Jahren führenden Hockeysportverein, wo sie als Stürmerin in die erste Frauenmannschaft kam, in der sie über viele Jahre als Stammspielerin in nationalen und internationalen Wettkämpfen mitwirkte.
Im nationalen Bereich wurde sie mit dem Club insgesamt neun Mal Deutscher Meister im Feldhockey. Zum ersten Mal gelang ihr dies im Jahre 1957. Es folgten weitere Deutsche Meisterschaften in den Jahren 1958, 1959, 1960, 1962, 1964, 1968, 1971 und 1973.
Dreesmann wurde 1957 in die Deutsche Feldhockeynationalmannschaft berufen und spielte 26 Länderspiele bis 1965.
Am 3. März 1962 zeichnete Bundespräsident Heinrich Lübke mehrere deutsche Feldhockeynationalspielerinnen mit dem Silbernen Lorbeerblatt aus. Unter den Ausgezeichneten befand sich neben Jutta Röchling, Bärbel Aichinger und Greta Feurich auch Gisela Dreesmann.